# 케네스 앨런 리벳
케네스 앨런 리벳(영어: Kenneth Alan Ribet, 1948–)은 미국의 수학자이다. 현재 캘리포니아 대학교 버클리 수학과 교수로 있다. 대수적 수론과 대수기하학에 공헌하였고, 페르마의 마지막 정리의 증명의 일부를 이루는 리벳 정리를 증명하였다.

## 참고 문헌
1. ↑  List of Fellows of the American Mathematical Society